# Robin Erewa

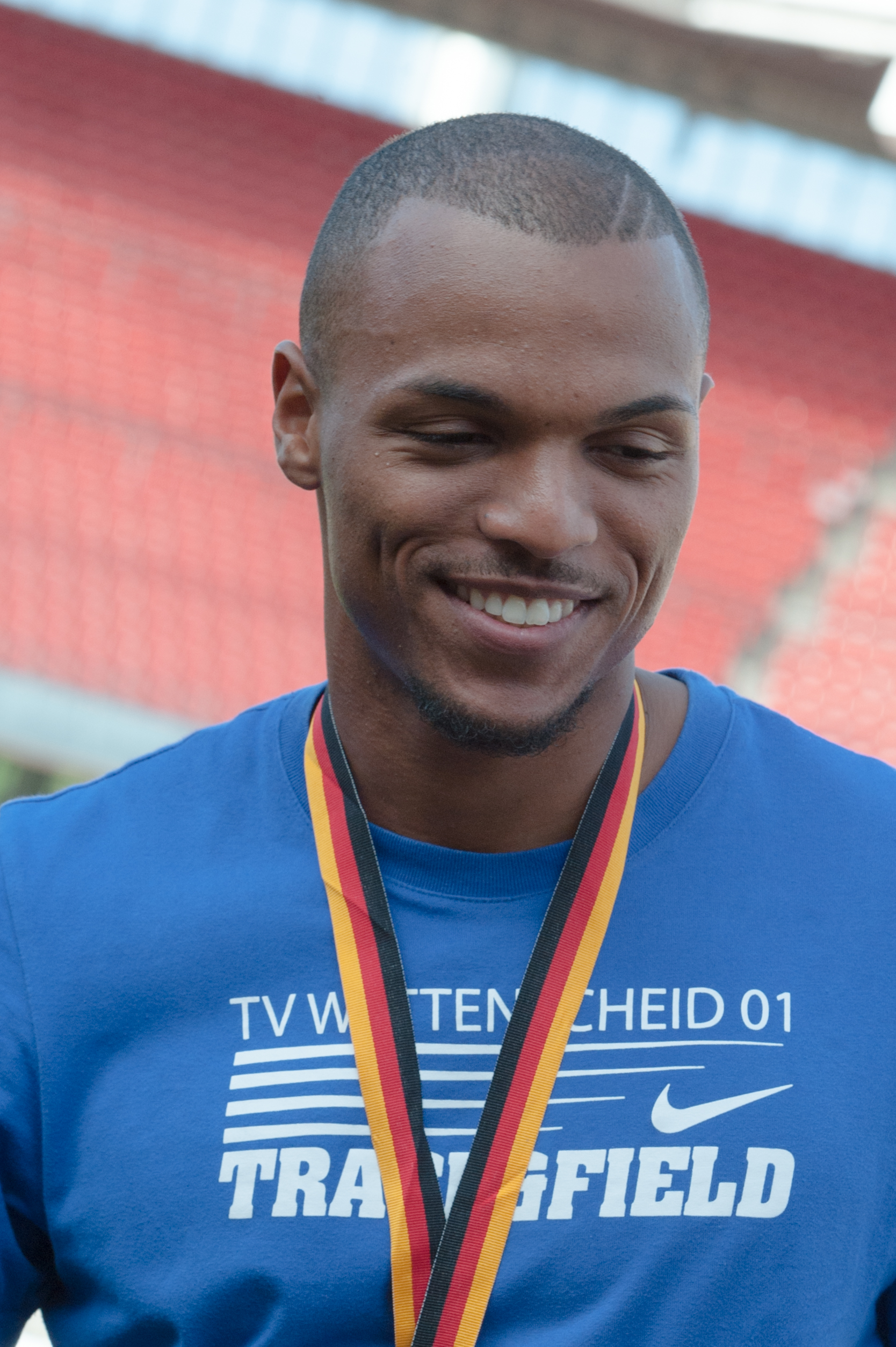
Robin Erewa 2015

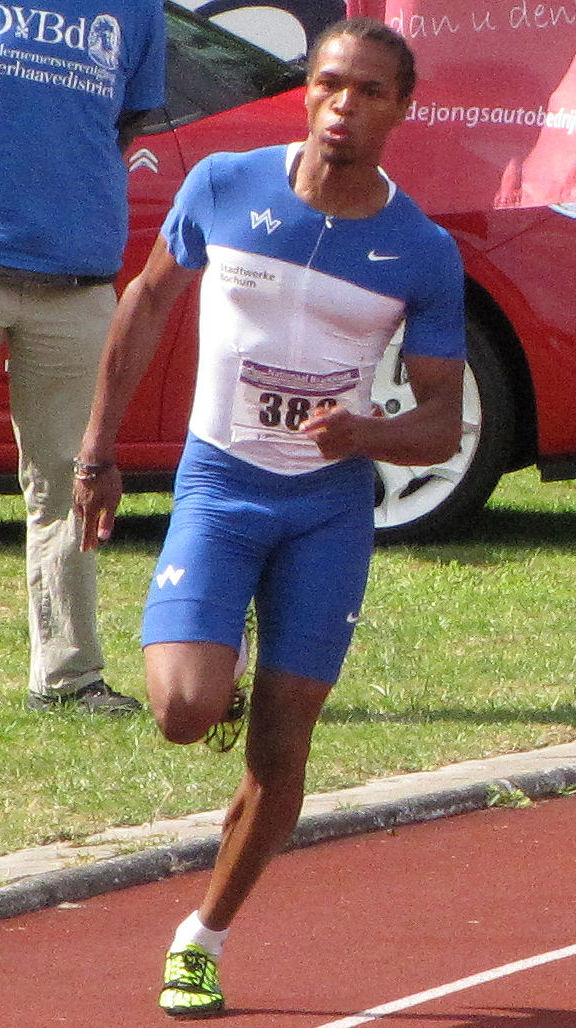
Robin Erewa beim Gouden Spike 2011

Robin Erewa (* 24. Juni 1991 in Oberhausen) ist ein deutscher Leichtathlet. Der 1,81 m große und 81 kg schwere Sprinter hat sich auf den 200-Meter-Lauf spezialisiert. Er startet für den TV Wattenscheid 01 Leichtathletik und wird von André Ernst trainiert.

## Karriere
Der Sohn eines nigerianischen Vaters spielte zunächst Fußball, bevor er mit 12 Jahren zur Leichtathletik wechselte. Bei den deutschen Hallenmeisterschaften 2010 in Karlsruhe sicherte Erewa sich zusammen mit Sebastian Ernst, Alexander Kosenkow und Willi Mathiszik den Titel in der 4-mal-200-Meter-Staffel. Im selben Jahr wurde er Deutscher Jugendmeister im 100- und im 200-Meter-Lauf. Zudem belegte er bei den deutschen Juniorenmeisterschaften den dritten Rang über 100 Meter. Bei den Juniorenweltmeisterschaften in Moncton erreichte er im 200-Meter-Lauf und mit der 4-mal-100-Meter-Staffel jeweils den fünften Platz.
2011 steigerte Erewa seine persönliche Bestleistung über 200 Meter bei den deutschen Juniorenmeisterschaften in Bremen auf 20,90 s. Bei den U23-Europameisterschaften in Ostrava gewann er mit der deutschen 4-mal-100-Meter-Staffel die Bronzemedaille. Eine Woche später siegte er im 200-Meter-Lauf bei den deutschen Meisterschaften in Kassel. Der DLV nominierte ihn daraufhin für die deutsche 4-mal-100-Meter-Staffel bei den Weltmeisterschaften in Daegu.
Bei den deutschen Hallenmeisterschaften 2012 in Karlsruhe gewann Erewa mit der Wattenscheider 4-mal-200-Meter-Staffel den Meistertitel. Julian Reus, Robin Erewa, Alexander Kosenkow und Christian Blum liefen dabei in 1:23,90 min deutschen Rekord. Bei den deutschen Meisterschaften 2012 im Freien, die im heimischen Lohrheidestadion ausgetragen wurden, siegte Erewa mit der Wattenscheider 4-mal-100-Meter-Staffel.
2017 wurde Erewa in Leipzig in 20,52 s über die 200 m Deutscher Hallenmeister. Mit dieser Zeit kam er bis auf eine Zehntel an den deutschen Hallenrekord von Sebastian Ernst heran, den dieser 2011 ebenfalls in Leipzig aufgestellt hatte, und Erewa setzte sich damit in der ewigen deutschen Hallenbestenliste auf Platz zwei.

## Bestleistungen

### Freiluft
- 100 m: 10,31 s (+0,8 m/s), 26. Juli 2014 in Ulm
- 200 m: 20,40 s (+0,9 m/s), 29. Juli 2016 in Mannheim

### Halle
- 60 m: 6,68 s, 18. Februar 2017 in Leipzig
- 200 m: 20,52 s, 19. Februar 2017 in Leipzig

## Erfolge

### National
- Deutscher Meister: 2011, 2014 und 2016 (200 m), Zweiter 2015, 2017
- Deutscher Hallenmeister 2014, 2015, 2017 (200 m und 4 × 200 m), Dritter 2016 (200 m) und 2017 (60 m)
- Deutscher U23-Meister 2012, 2013, 2011 (200 m)

### International
- WM-Teilnehmer 2015
- Olympiateilnehmer 2016 (200 m)
- Dritter World Relays 2015 (4 × 200 m)
- Dritter U23-EM 2011 (4 × 100 m)
- Fünfter U20-WM 2010 (200 m und 4 × 100 m)

## Sonstiges
- Ende 2018 nahm Erewa an der Spielshow Catch! Der große Sat.1 Fang-Freitag teil.